# 王宪志
王宪志（？—2021年4月28日），男，辽宁锦县人，中华人民共和国军事人物，中国人民解放军少将，曾任军事教育学院院长，第七届全国人大代表，第八、九届全国政协委员。